# 다나카 아이지
다나카 아이지(일본어: 田中 愛治, 1951년 11월 17일 ~ )는 일본의 정치학자이며, 현재 와세다 대학 총장(제17대)이다. 전공은 계량정치학·정치과정론. 와세다 대학 정치경제학술원 교수, 오하이오 주립 대학교 정치학 박사이다.
선친은 우익 활동가이자 전 일본공산당 서기장이었던 다나카 세이겐이다.

## 인물
도쿄도에서 태어나 사립 무사시 중학교·고등학교를 거쳐 1975년 와세다 대학 정치경제학부를 졸업했다. 1985년에 오하이오 주립 대학교에서 박사 학위(Ph.D, 정치학)를 취득했다.
1986년 도토 대학 사회복지학부 전임강사, 1987년 도토 대학 조교수, 1989년 도요 에이와 조가쿠인 대학 인간과학부 사회과학과 조교수, 1994년 아오야마 가쿠인 대학 법학부 조교수, 1996년 아오야마 가쿠인 대학 교수를 거쳐 1998년부터 와세다 대학 정치경제학부 교수를 맡고 있다. 학부 강의 외에도 와세다 대학의 독자적인 옴니버스 수업인 ‘오쿠마주쿠’(大隈塾)의 코디네이터를 담당하고 있으며 국가공무원 채용 1종 시험(행정직) 등의 시험전문위원(2002년 4월 ~ 2005년 3월, 2006년 4월 ~ 2011년 6월)도 역임했다. 그 밖에 일본뉴스시사능력검정협회 이사(2006년도까지), 와세다 대학 이사(교무부문 총괄), 정치경제학회 이사, 2014년 7월에 세계정치학회(IPSA) 회장으로 취임하여 2016년까지 역임했다.
2018년, 제16대 와세다 대학 총장이었던 가마타 가오루의 임기 만료에 의한 총장 선거 후보에 출마했다. 추천 대표자가 된 스가 고이치 정치경제학술원장을 시작으로 와타나베 요시히로 문학학술원 교수, 미야지마 히데아키 고등연구소 소장, 아카오 겐이치 사회과학종합학술원 교수, 이케오카 요시타카 인간과학학술원 교수, 도모조에 히데노리 스포츠과학학술원 교수, 하라다 무네히코 스포츠과학학술원 교수 등이 추천인 명단에 이름을 올렸다. 또한 다나카는 자신의 트위터에 “총장 선거에서 패한 쪽의 후보자를 지원한 직원이 좌천되거나 강등되는 일은 없어야 한다”고 말해 눈길을 끌었다. 같은 해 6월 28일, 시마다 요이치 부총장과의 결선 투표 끝에 당선되면서 2018년 11월에 제17대 총장으로 공식 취임했다. 정치경제학부 출신자의 총장 선출은 도코야마 쓰네사부로(제9대 총장) 이래 50년 만이다.
2020년 와세다 대학 정치경제학부 교수직에서 정년 퇴임했고 총장으로서의 직무는 계속 유지됐다. 2022년 6월 16일에 치른 총장 선거에서 연임에 성공했다.

## 에피소드
- 미타라시 당고를 매우 좋아하며 자신의 선전문구로 ‘미타라시 스파클’을 내걸었다.
- 자신의 유튜브 채널에서 제자와의 대담[11]을 가졌을 때 마지막에 눈시울을 적시는 등 눈물이 많고 인정이 두터운 면도 가졌다.

## 저서

### 단독 저서
- 《日本政治のリーダーシップのあるべき姿 国民は政党指導者に何を求めているのか》 [일본 정치의 리더십 있는 모습 - 국민은 정당 지도자에게 무엇을 요구하고 있는가]. 와세다 강의록 제18권 제1호. 와세다 대학 총장실. 2011년 10월.

### 편집
- 《熟議の効用、熟慮の効果 政治哲学を実証する》 [숙의의 효용, 숙려의 효과 정치 철학을 실증하다]. 게이소쇼보. 2018년 3월. ISBN 978-4326302666.

### 공저
- 이토 미쓰토시; 다나카 아이지; 마부치 마사루 (2000년 4월). 《政治過程論》 [정치과정론]. 유히카쿠 아루마 Specialized. 유히카쿠.
- 구메 이쿠오; 가와데 요시에; 고조 요시코; 다나카 아이지; 마부치 마사루 (2003년 12월). 《政治学》 [정치학]. 유히카쿠. ISBN 978-4641053687.
  - 구메 이쿠오; 가와데 요시에; 고조 요시코; 다나카 아이지; 마부치 마사루 (2011년 12월). 《政治学》 [정치학]. 보정판. 유히카쿠. ISBN 978-4641053779.
- 구메 이쿠오; 고노 마사루; 다나카 아이지 (2007년 4월). 《現代日本の政治》 [현대 일본의 정치]. 방송대학 교재 1538705-1-0711. 방송대학 교육진흥회. ISBN 978-4595307324.
- 다나카 아이지; 고노 마사루; 히노 아이로; 이이다 다케시; 요미우리 신문 여론조사부 (2009년 10월). 《なぜ政権交代だったのか――読売・早稲田の共同調査で読みとく日本政治の転換》 [왜 정권 교체였을까 - 요미우리·와세다의 공동 조사로 읽어내는 일본 정치의 전환]. 게이소쇼보. ISBN 978-4326301829.

## 같이 보기
- 나카무라 다이치 - 쇼기 기사, 다나카의 제자